# ويليام غراهام (لاعب كرة قدم أمريكية)
ويليام غراهام (بالإنجليزية: William Graham)‏ هو لاعب كرة قدم أمريكية أمريكي، ولد في 27 سبتمبر 1959 في سيلسبي في الولايات المتحدة.

## وصلات خارجية
- ويليام غراهام على موقع مرجع كرة القدم المحترفة.كوم (الإنجليزية)